# Fraternidad de la Comisión de Cristo
La Fraternidad de la Comisión de Cristo (en inglés: Christ's Commission Fellowship) es una mega iglesia evangélica no confesional en Pásig, Filipinas, y una unión de iglesias. El pastor principal es Peter Tan-Chi. 

## Historia
La iglesia comenzó en 1982 por un grupo de estudio de la Biblia con 3 parejas y el pastor Peter Tan-Chi. En 1984, se fundó oficialmente la iglesia y se ofreció su primero servicio con 40 personas en el Asian Institute of Management de Makati. De 1990 a 1994, debido a su crecimiento, la iglesia tiene sus servicios en Valle Verde Country Club de Pasig. En 1997, abrió locales en St-Francis Square, en el centro comercial. En 2013, la iglesia tiene 40,000 personas, iglesias en 38 países e inaugura un edificio con un auditorio de 10,000 asientos. En 2016, la iglesia fue elegida por el Dangerous Drugs Board (una agencia gubernamental en Filipinas) para ofrecer un programa de rehabilitación para drogadictos. En 2018, la iglesia tiene 60,000 personas.